# Haderslevs bisperække
Haderslevs bisperække begynder i 1922, da Haderslev Stift blev oprettet. Den første biskop tiltrådte dog først efter 23. februar 1923 sammen med fire andre biskopper at være blevet indviet i Vor Frue Kirke i København.
- 1923-1936: Valdemar Ammundsen (19. august 1875 – 1. december 1936)
- 1936-1955: Carl W. Noack (21. november 1885 – 24. september 1960)
- 1956-1964: Frode Beyer (18. juni 1894 – 20. oktober 1976)
- 1964-1980: Thyge Vilhelm Kragh (7. juli 1910 – 6. april 1999)
- 1980-1999: Olav Christian Lindegaard (født 17. februar 1929)
- 1999-2013: Niels Henrik Arendt (født 23. september 1950-24. august 2015)
- 2013-        : Marianne Christiansen (født 1963)

## Ekstern henvisning
- Biskopper over Haderslev Stift Arkiveret 28. september 2007 hos  Wayback Machine